# Hypolimnas perimele
Hypolimnas perimele är en fjärilsart som beskrevs av Pieter Cramer 1779. Hypolimnas perimele ingår i släktet Hypolimnas och familjen praktfjärilar. Inga underarter finns listade i Catalogue of Life.